# Dzietrzychowice
Dzietrzychowice (deutsch Dittersbach) ist ein Ort in der Landgemeinde Żagań im Powiat Żagański der Woiwodschaft Lebus in Polen.

## Geschichte
Erstmals erwähnt wurde das Dorf im Jahr 1238, als es dem Augustiner-Chorherrenstift Sagan geschenkt wurde. Seit dem Mittelalter bestanden hier drei Vorwerke, von denen der mittlere dem Saganer Heilig-Geist-Spital und die übrigen dem Chorherrenstift gehörten.

## Sehenswürdigkeiten
- Römisch-katholische Pfarrkirche Johannes der Täufer (Kościół parafialny św. Jana Chrzciciela) wurde im 13. Jahrhundert errichtet und 1595 im Stil der Renaissance umgebaut. Während der Reformation wurde sie von 1520 bis 1668 von Protestanten genutzt. Die barocke Ausstattung wurde 1691 vom damaligen Pfarrer Peschke gestiftet. Von 1670 bis zur Säkularisation 1810 stand die Kirche unter dem Patronat des Augustiner-Chorherrenstifts Sagan. Der Hauptaltar enthält ein Gemälde Taufe Christi. Die Heiligenfiguren an der Kanzel stammen vom Anfang des 16. Jahrhunderts, die Gemälde aus dem 17. und 18. Jahrhundert.
- Die manieristische Kapelle mit Stichkappentonne und floraler Bemalung aus dem ersten Viertel des 17. Jahrhunderts diente als Grablege für das Adelsgeschlecht Promnitz. Die ganzfigurigen Darstellungen aus dem Jahr 1622 zeigen Katharina, Hans und Helena vom Promnitz.
- An der Außenseite der Friedhofsmauer befindet sich ein Steinkreuz.
- Wohnturm auf dem vormaligen Niedervorwerk mit Walmdach aus dem 14. Jahrhundert.

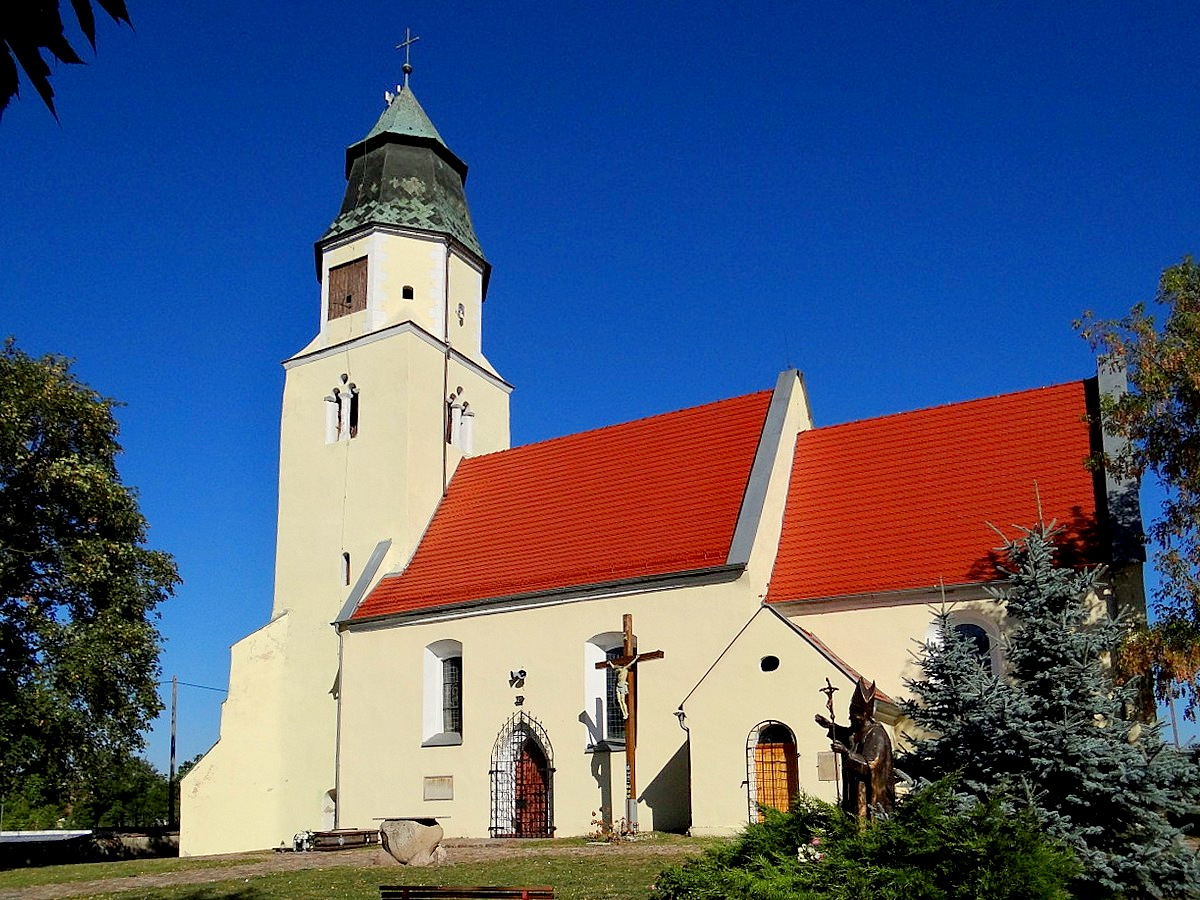
Kirche Johannes der Täufer
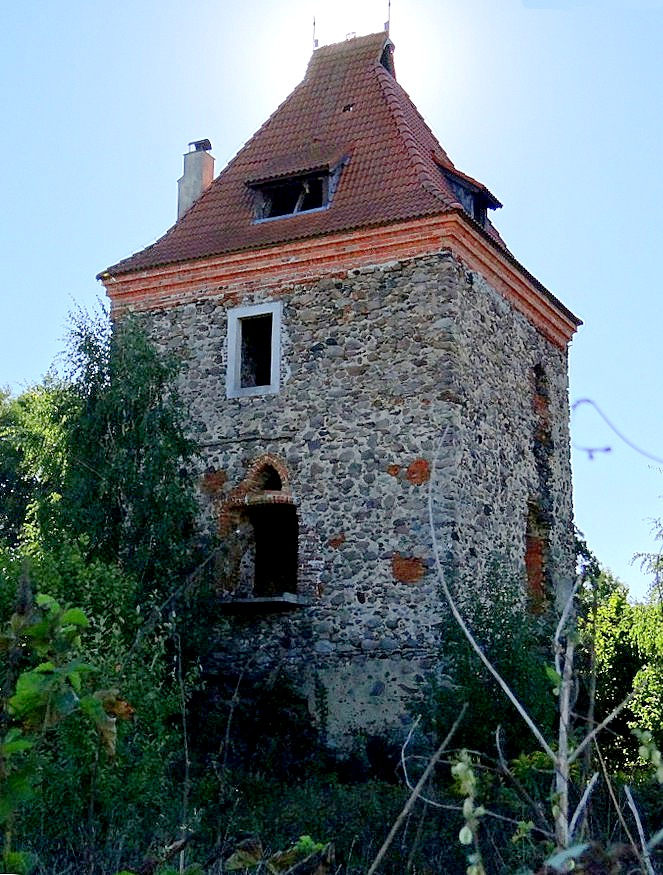
Wohnturm
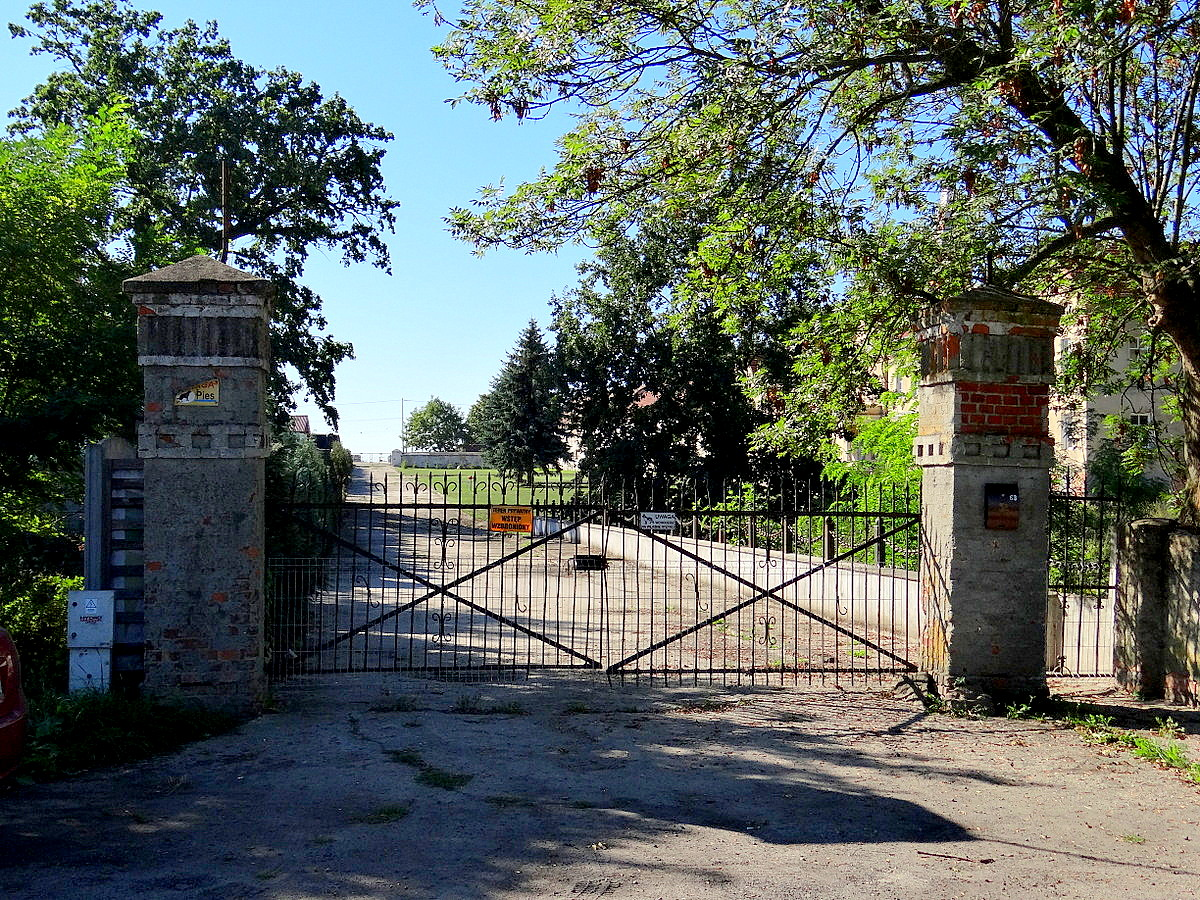
Einfahrt zum Schlosspark